# Fallout
Fallout je računalna RPG igra napravljena i izdana od strane Interplaya. Igra je smještena u kasno 22. stoljeće, priča, atmosfera i sami izgled igre je inspiriran nuklearnom paranojom poslije Drugog svjetskog rata pogotovo pedesetih godina 20. stoljeća. Igra je smatrana neslužbenim nastavkom igre Wasteland. To ime nije bilo moguće koristiti 1997. godine u vrijeme izlaska Fallouta jer je pravo na to ime držao Electronic Arts. Iako Wasteland i Fallout imaju dosta dodirnih točaka, radnja tih dviju igri se odvija u različitim svjetovima. Godine 1998. izlazi nastavak pod imenom Fallout 2.

## Igra

### Karakteristike likova
Fallout koristi sistem za kreaciju likova pod imenom SPECIAL. SPECIAL je akronim i inicijali od Strength (snaga), Perception (opažanje), Endurance (izdržljivost), Charisma (karizma), Intelligence (inteligencija), Agility (pokretljivost), Luck (sreća). To je sedam bitnih karakteristika za likove u igri. Oni se koriste za određivanje vještina i perkova za likove.

### Vještine
U Falloutu postoji osamnaest različitih vještina.
- 6 borbenih vještina: Small Guns, Big Guns, Energy Weapons, Unarmed, Melee Weapons, Throwing.
- 8 aktivnih vještina: First Aid, Doctor, Sneak, Lockpick, Steal, Traps, Science, Repair.
- 4 pasivne vještine: Speech, Barter, Gambling, Outdoorsman.

Vještine su rangirane od 0% do 300%. Početne vrijednosti su definirane odabirom sedam glavnih karakteristika kod kreacije lika. Vrijednost većine vještina na početku igre se nalazi između 0% i 50%. Kako igra podiže nivo(level) svog lika tako dobiva i bodove koje koristite za podizanje vještina. Kako vještine rastu tako i više koštaju bodova za podizanje istih. Neke vještine igrač može podizati čitajući knjige koje pronalazi u igri ili ih može trenirati kod određenih NPC likova u igri. Maksimalnu vrijednost vještine određuje karakteristika lika. Npr. lik s niskom inteligencijom neće moći imati Science vještinu na istoj razini kao lik koji ima višu inteligenciju. Neke vještine u igri je moguće podizati sa samo određenim predmetima kao Lockpick vještinu. Stimulansi u igri mogu na kraće vrijeme podignuti neke vještine ali izazivaju ovisnost i mogu na kraju imati kontra-efekat. 

### Traits & Perks
Kod kreacije likova, igrač može odabrati dva traitsa (ličnosti). Mnogi traitovi imaju duboke učinke na igru. Traitovi(ličnosti) obično imaju jedan koristan i jedan negativan efekt u igri. Jednom kada ih igrač izabere više ih ne možete promijeniti, osim s "Mutate" perkom koji dozvoljava jednu promjenu.
Perks (beneficije) su specijalni elemnti sustava dizanja nivoa (level up) lika. Svaka tri nivoa (levela) ili svaka četiri ako je izabran Skilled Trait, igrač može slobodno izabrati perk po svom izboru. Perkovi dozvoljavaju specijalne efekte koji nisu dostupni kod normalnog dizanja nivoa (level up), kao npr. lik može dobiti više action bodova po krugu. Za razliku od traitova većina perkova su potpuno korisni i nemaju negativnih strana.

## Radnja igre

### Vrijeme radnje
Igra je smještena u post-apokaliptični svijet poslije Velikog rata, nuklearnog rata koji se je dogodio 23. listopada 2077. i trajao je manje od dva sata. Prije Velikog rata bio je Rat za resurse za vrijeme kojega su raspušteni Ujedinjeni narodi.
Radnja u igri počinje 2161. godine u južnoj Kaliforniji u Vaultu 13 (sklonište 13), koji je dom igračeva lika. Sve počinje kada ga ljudi iz njegova skloništa pošalju da pronađe Water Chip koji služi za reciklažu vode, jer je sadašnji čip pokvaren i ne može se popraviti. Prije odlaska igrač dobije Pip-Boy 2000 koji služi za izradu karata i podsjetnik je za razne zadatke koji će obavljati u igri. Naoružan samo s Pip-Boy 2000  i najosnovnijim stvarima igračev lik kreće u ono što je ostalo od Kalifornije poslije Velikog rata u potragu za Water Chipom.

### Likovi

#### Glavni lik
Igrač ili glavni lik u igri Vault Dweller je stanovnik jednog atomskog skloništa znanog pod imenom Vault 13.

#### NPC likovi
U Falloutu igrač ima raznovrsne NPC (Non-player characters) likove koje može dodati u vašu družinu ili grupu kao pomoć pri obavljanju zadataka u igri. Za razliku od Fallouta 2 u Falloutu nema ograničenja koliko NPC likova igrač može imati u svojoj grupi. Karakteristike i armor (oklop) NPC likova u igri nije moguće mijenjati već je samo moguća nadogradnja oružja. 
- Ian je jedan od prvih likova koje igrač susreće u igri. Može ga naći u Shady Sands i prvi je lik kojeg može dodati u svoju grupu.
- Tandi se može isto pronaći u Shady Sands. Nju će oteti grupa pod imenom Khans, i igrač će je morati spasiti. Nakon što je spasi pratit će ga svugdje dokle kod se ne vraća u Shady Sands. Ovaj lik funkcionira kao NPC lik kojega igrač može dodati u svoju grupu iako to zapravo nije. Ovaj lik se ponovno pojavljuje u Falloutu 2 kao gradonačelnica jednog od gradova.
- Tycho je bivši pustinski ranger, koji trenutno živi u Junktownu.
- Katja, nju igrač može pronaći u knjižnici u LA Boneyard.
- Dogmeat je pas i jedini životinjski NPC koji igrač se može imati u grupi. Njega se može pronaći u Junktownu izvan Philove kuće. Nakon što ga nahrani, Dogmeat počinje pratiti igrača.

### Priča
Igrač ima 150 dana prije negoli nestane pitke vode u Vaultu 13. To vrijeme od 150 dana se može produžiti za dodatnih 70 dana slanjem karavane s vodom do Vaulta 13. Prije vraćanja Water Chipa dobije se zadatak da se uništi vojsku mutanata koja prijeti čovječanstvu. Vođa mutanata je lik znan pod imenom The Master. On počinje koristiti prije ratno genetsko oružje znano pod imenom Forced Evolutionary Virus s kojim namjerava komplento čovječanstvo pretvoriti u rasu super mutanata.

## Lokacije u igri

#### Vault 13
Vault 13 je dom igračeva lika u igri. Tu će dobiti svoj prvi i najvažniji zadatak u igri da pronađe Water Chip.

#### Vault 15
Vault 15 je slično sklonište kao i Vault 13 i bit će prvo mjesto gdje će igračev lik tražiti Water Chip.

#### Shady Sands
Shady Sands je selo/manji grad koji su osnovali bivši stanovnici Vaulta 15. Gradom upravlja Aradesh. U centru mjesta stoji obelisk na kojemu piše "In remind of hope and peace – U sjećanje na nadu i mir”.

#### Khans Raider Camp
Kamp pljačkaša i nasilnika pored Shady Sandsa. Vođa kampa se zove Garl.

#### Junktown
Grad je okružen auto olupinama po kojima je i dobio ime. Gradom upravlja trgovac pod imenom Killian Darkwater koji obavlja i funkciju šerifa u gradu on je i unuk osnivača grada. Grad zatvara svoja vrata po noći zbog mogućih pljačkaških pohoda na grad.

#### Hub
Glavni trgovački grad u igri i mjesto gdje će igrač pronaći najviše zadataka za obavljanje u igri. Grad je podijeljen u nekoliko zona kojima upravljaju lokalni moćnici.

#### Necropolis
Grad je izgrađen na ostacima grada Bakersfielda.

#### Boneyard
Znan još pod imenom The Angel’s Boneyard, je ostatak grada Los Angelesa.

#### The Cathedral
Mjesto pod kontrolom kulta pod imenom Children of the Cathedral.

#### The Glow
Znan kao West Tek Research Facility. Ovdje se nalaze vrlo opasne radioaktivne ruševine. Mjestom upravlja korporacija pod imenom ZAX.

## Programeri
Tim ljudi koji je razvijao Fallout imao je gotovo sto članova, većina njih su bili level dizajneri. Tim se je uglavnom razišao, 1/3 je osnovala Interplayov Black Isle Studios koji je bio zadužen za razvoj  Fallouta 2. Neki su prešli na druge projekte u samom Interplayu dok je nekoliko ključnih članova tima otišlo iz Interplaya i osnovalo 1998. godine Troika Games.  

## Unutarnje poveznice
- Vault Dweller

## Vanjske poveznice
- Duck and Cover Fallout fan site
- No Mutants Allowed Fallout fan site
- The Vault Fallout wikipedija
- Gamespot Review Recenzija igre na stranici Gamespot.com